# Collegio uninominale Campania 1 - 12
Il collegio elettorale uninominale Campania 1 - 12 è stato un collegio elettorale uninominale della Repubblica Italiana per l'elezione della Camera dei deputati tra il 2017 ed il 2022.

## Territorio
Come previsto dalla legge elettorale italiana del 2017, il collegioera stato definito tramite decreto legislativo all'interno della circoscrizione Campania 1.
Era formato dal territorio di 16 comuni: Agerola, Anacapri, Capri, Casola di Napoli, Castellammare di Stabia, Gragnano, Lettere, Massa Lubrense, Meta, Piano di Sorrento, Pimonte, Santa Maria la Carità, Sant'Agnello, Sant'Antonio Abate, Sorrento e Vico Equense.
Il collegio era quindi interamente compreso nella città metropolitana di Napoli.
Il collegio era parte del collegio plurinominale Campania 1 - 03.

## Eletti
| Elezione | Elezione | Deputato         | Partito      |
| -------- | -------- | ---------------- | ------------ |
|          | 2018     | Catello Vitiello | Gruppo misto |
|          | 2019     | Catello Vitiello | Italia Viva  |

## Dati elettorali

### XVIII legislatura
Come previsto dalla legge elettorale, 232 deputati erano eletti con sistema a maggioranza relativa in altrettanti collegi uninominali a turno unico.
| Candidati              | Candidati                  | Voti    | %     | Liste                           | Voti    | %     |
| ---------------------- | -------------------------- | ------- | ----- | ------------------------------- | ------- | ----- |
|                        | Catello Vitiello ✔️ Eletto | 60 324  | 46,58 | Movimento 5 Stelle              | 60 324  | 46,58 |
|                        | Annalisa Vessella          | 40 010  | 30,90 | Forza Italia                    | 29 271  | 22,60 |
| Lega                   | Annalisa Vessella          | 40 010  | 30,90 | 4 645                           | 3,59    |       |
| Fratelli d'Italia      | Annalisa Vessella          | 40 010  | 30,90 | 4 215                           | 3,26    |       |
| Noi con l'Italia - UDC | Annalisa Vessella          | 40 010  | 30,90 | 1 879                           | 1,45    |       |
|                        | Silvana Somma              | 22 472  | 17,35 | Partito Democratico             | 17 104  | 13,21 |
| Civica Popolare        | Silvana Somma              | 22 472  | 17,35 | 3 112                           | 2,40    |       |
| +Europa                | Silvana Somma              | 22 472  | 17,35 | 1 859                           | 1,44    |       |
| Italia Europa Insieme  | Silvana Somma              | 22 472  | 17,35 | 397                             | 0,31    |       |
|                        | Laura Della Monica         | 3 090   | 2,39  | Liberi e Uguali                 | 3 090   | 2,39  |
|                        | Sara De Carlo              | 1 169   | 0,90  | Potere al Popolo!               | 1 169   | 0,90  |
|                        | Tommaso Guarracino         | 755     | 0,58  | CasaPound                       | 755     | 0,58  |
|                        | Maria Prisco               | 669     | 0,52  | Italia agli Italiani            | 669     | 0,52  |
|                        | Giovanni Fontanarosa       | 662     | 0,51  | Il Popolo della Famiglia        | 662     | 0,51  |
|                        | Emanuela Fiorentino        | 190     | 0,15  | Per una Sinistra Rivoluzionaria | 190     | 0,15  |
|                        | Alessia Faro               | 152     | 0,12  | PRI - ALA                       | 152     | 0,12  |
| Totale                 | Totale                     | 129 493 | 100   |                                 | 129 493 | 100   |
|                        |                            |         |       |                                 |         |       |
| Voti non validi        | Voti non validi            | 4 392   | 3,28  |                                 |         |       |
| Votanti                | Votanti                    | 133 885 | 69,04 |                                 |         |       |
| Elettori               | Elettori                   | 193 936 |       |                                 |         |       |